# Cattedrale di San Vincenzo a Saint-Malo

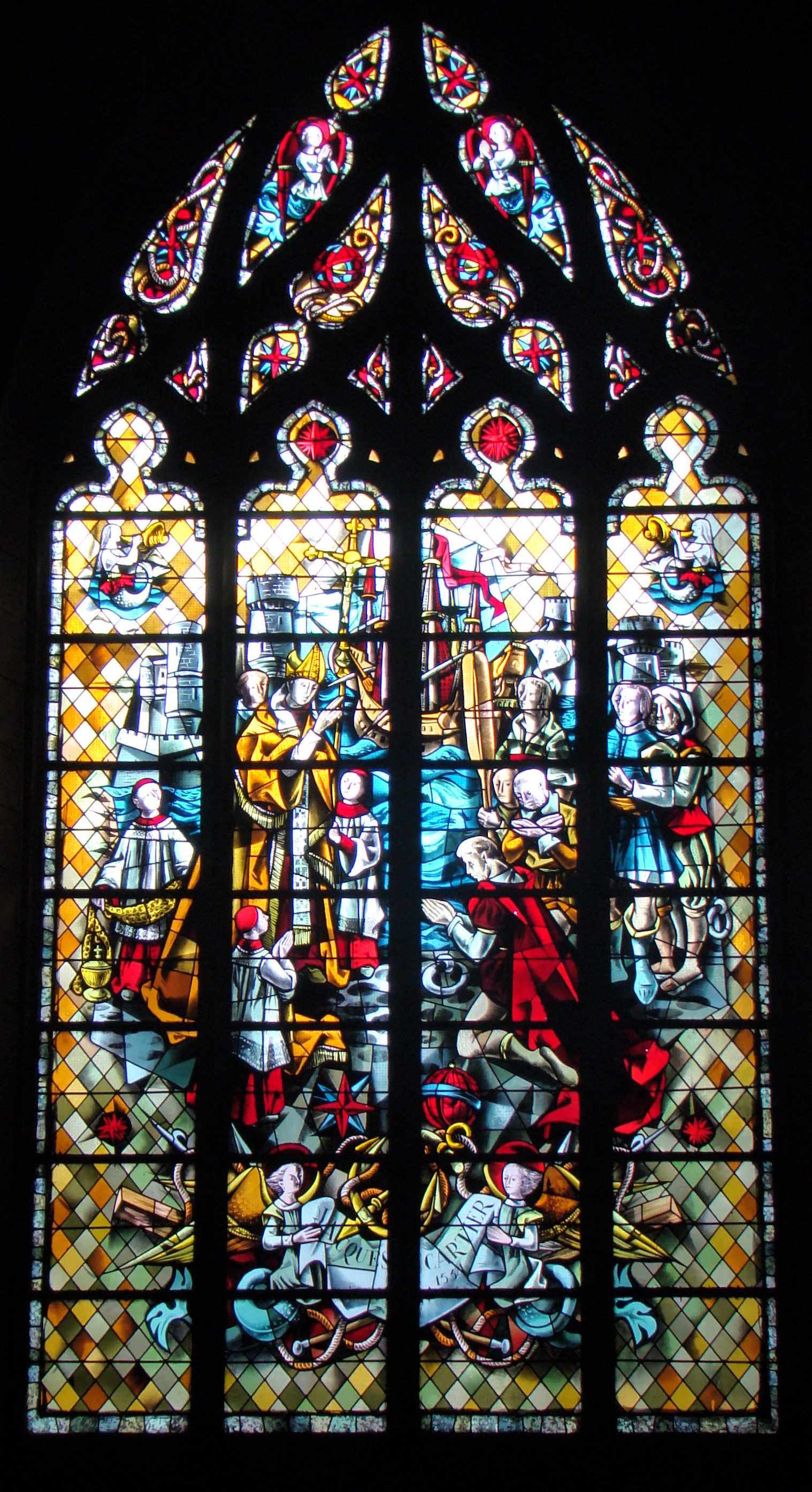
Vetrata della Cattedrale

La cattedrale di San Vincenzo a Saint-Malo è una cattedrale cattolica che si trova nella città bretone di Saint-Malo. È dedicata a san Vincenzo di Saragozza ed è stata la cattedrale della ex diocesi di Saint-Malo, soppressa nel 1801.  La sua architettura mescola gli stili romanico e gotico ed è classificata monumento storico di Francia.
È stata la sede dell'antica diocesi di Saint-Malo dal 1146. Quest'ultima fu soppressa con il concordato del 1801 e il suo territorio ripartito tra le diocesi di Rennes, di Saint-Brieuc e di Vannes.

## Storia

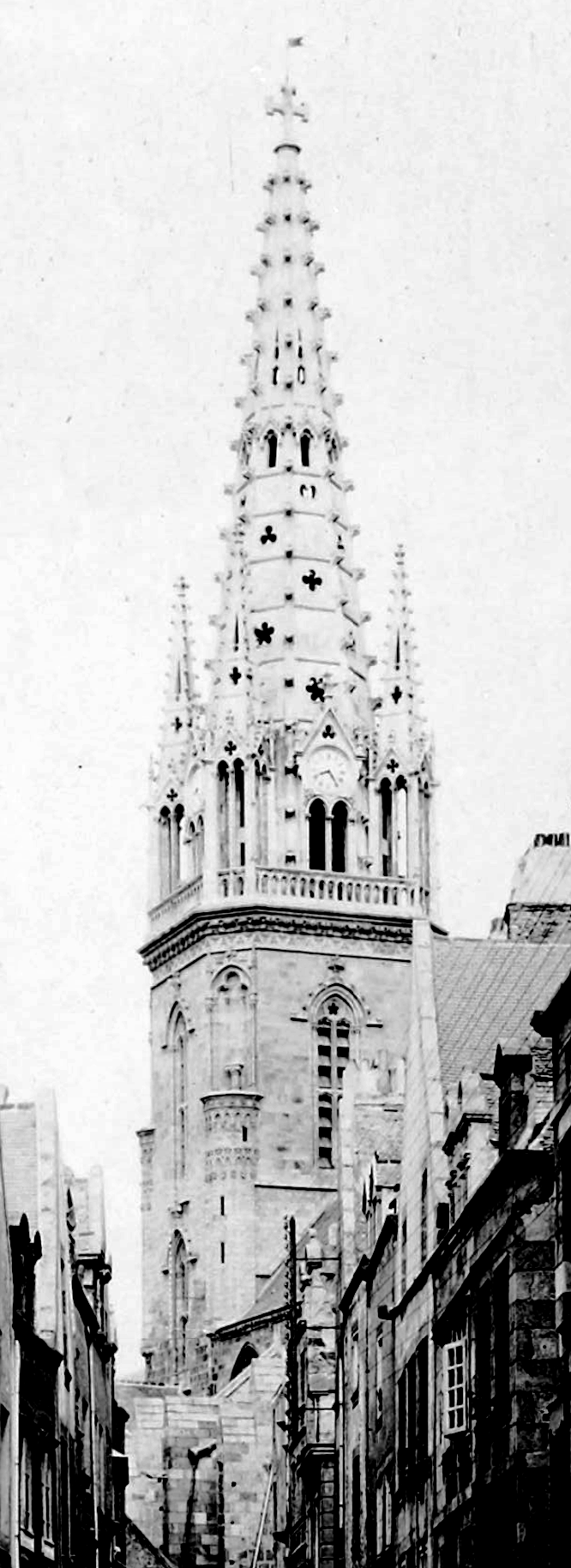
Antica freccia neogotica degli architetti Jean-Gabriel e Alfred-Louis Frangeul prima della sua distruzione avvenuta il 6 agosto 1944.

La diocesi di Saint-Malo fu creata nel 1146, quando Jean de Châtillon, vescovo di Aleth dal 1144, trasferì la sua diocesi a Saint-Malo, città in continua crescita a quell'epoca, che costituiva inoltre un luogo molto più sicuro. Bisognò attendere il 1146 e l'accordo di papa Eugenio III, affinché potesse aver luogo il trasferimento. Il monastero di Saint-Malo, fondato nel 1108, divenne la residenza del vescovo e la sua chiesa monastica cattedrale, sostituendo così la cattedrale di Saint-Pierre d'Aleth. Trasformazioni furono realizzate, tra cui l'edificazione del coro, ciò che ne fece un monumento totalmente di stile romanico. La chiesa di San Vincenzo divenne la cattedrale di Saint-Malo fino alla soppressione della sede episcopale avvenuta nel 1790.
Dell'edificio di stile romanico del XII secolo cominciato sotto l'episcopato di Jean de Chatillon (1146-1163), sul suolo di un edificio più antico, lui stesso eretto nell'816, rimangono la navata, la crociera del transetto e una campata delle traverse nord e sud, così come una parte del chiostro. Il coro fu ricostruito nel XIII secolo dopo l'assedio di Pierre de Dreux e l'esilio del vescovo Geoffroy de Pontual (1231-1255) in Normandia fino al 1238.
La costruzione della torre ebbe inizio nel XII secolo e fu sopraelevata nel 1422. La collaterale sud risale al XV secolo, come provato dal loculo ove fu inumato Olivier Troussier nel 1475, et le arme scolpite del vescovo Jean Lespervier (1450-1485). A quella stessa epoca, il coro fu ingrandito ugualmente di tre nuove cappelle settentrionali.
Tra il 1583 e il 1607, la collaterale nord fu ricostruita da Thomas Poussin, mentre il transetto nord fu ingrandito e costruita la torretta della scala della torre. Il braccio sud del transetto non è stato iniziato che in parte tra il 1623 e il 1631. Nel 1676, il pavimento del santuario, del deambulatorio e il coro sono stati innalzati allo stesso livello della navata. Nel 1695, i cannoni della flotta anglo-olandese distrussero il rosone dell'abside, che fu sostituito da tre finestre a tutto sesto.
Nel XVIII secolo, fu edificata la cappella sud nel 1718, e la torre del campanile fu soprelevata e coperta da una cupola in ardesia. La facciata fu ricostruita poco dopo in stile neoclassico (1772-1773) su progetti di Robert Verron, architetto di Saint-Servan, che dirigeva il cantiere. Essa poggia su murature medievali.
Nel XIX secolo, Napoleone III si lasciò convincere dall'abate Huchet a fare sormontare la torre da una grande freccia traforata in stile bretone in pietra di Caen nel 1858, la quale fu circondata da quattro gugliette traforate, costruite dall'imprenditore Leroyer, a partire dai progetti dei Frangeul, padre e figlio. Questa freccia, molto simile a quelle della Cattedrale di San Corentino di Quimper, costruite nello stesso periodo, rimpiazzò una piccola cupola di ardesia. La croce di coronamento sulla punta della freccia fu posata nel 1860. Nel 1851 è stata costruita dall'architetto Reynaud una nuova porta in stile rinascimentale, a destra del grande portale.
Nel secolo XX infine, la cattedrale fu danneggiata nel corso dei combattimenti dell'estate 1944. La freccia fu bombardata da un cacciabombardiere tedesco, credendo che potesse servire da riparo agli Americani, ed essa crollò sulla cappella detta del Sacro Cuore. I danni richiesero un restauro importante che ebbe inizio dal 1944, diretto dall'architetto Raymond Cornon, e che terminò solo nel 1972. 
Questi furono più imponenti di quanto inizialmente si pensasse, avendo come conseguenza che linsieme delle somme ricevute per i danni di guerra non bastava per la ricostruzione completa dell'edificio. In effetti, la ricostruzione della navata esaurì il budget previsto per la freccia. Oltre dieci anni dopo la fine della ricostruzione della città, e dopo numerose raccolte di fondi che ebbero luogo persino in Canada, la freccia della cattedrale poté infine essere ricostruita. Benché di altezza identica all'originale, questa nuova freccia, progettata dall'architetto Prunet, s'ispira direttamente al modello della Chiesa dei Santi Pietro e Paolo di Périers, ma con uno stile più spoglio. Essa ospita quattro campane. La croce di coronamento distrutta dai bombardamenti del 1944 è stata ricostruita nel 1987.

## Interno della cattedrale

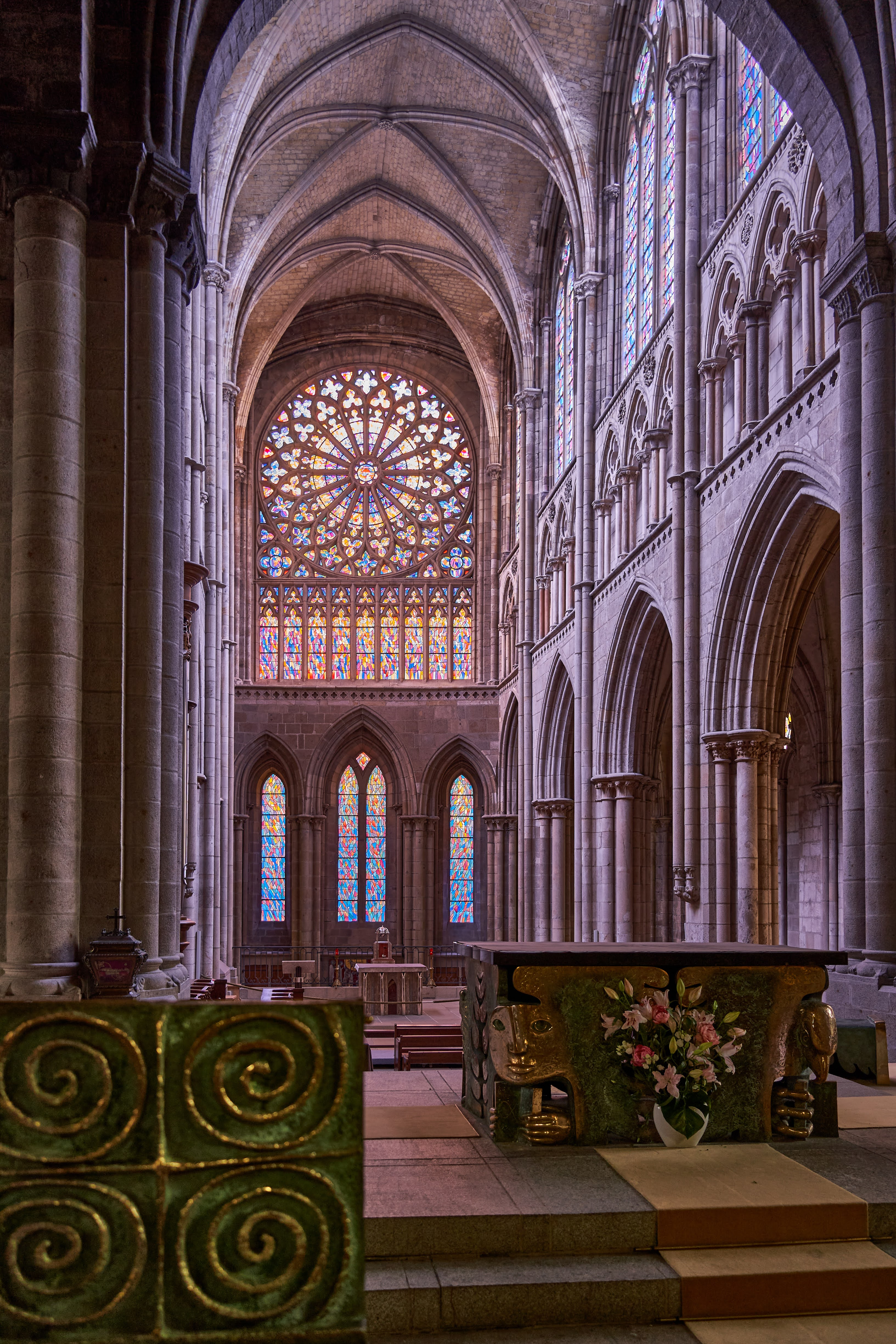
Interno della cattedrale con il rosone, vetrate di Jean Le Moal.

La pianta della cattedrale è a croce latina. Les volte sono ad ogiva per il coro e la collaterale sud, a costoloni per la collaterale nord, e a intonaco di copertura moderna per la cappella sud.
I materiali utilizzati per la costruzione dell'edificio sono il granito, la pietra e la pietra da taglio. mentre l'ardesia e la pietra sono stati utilizzati per la sua copertura.

### La navata
La navata è composta da tre vascelli.
Essa conserva interessanti capitelli romani. Il loro ornamento è di fattura grossolana, ma i motivi ne sono estremamente vari. Essi presentano sotto gli angoli delle corbeille, delle cariatidi, delle teste umane, un monaco che allontana del fogliame dalle sue braccia, dei pesci, una sirena, dei draghi alati, degli animali impennati e coda ricurva, delle grandi foglie disposte a piani, cariche di perle e formanti volute, o infine degli steli che si arrotolano sotto gli angoli e sbocciano in mezzi-gigli o fioroni a tre lobi. Le volte, fortemente bombate alla moda angioina, sono provviste di crociere d'ogiva che qui hanno un ruolo puramente decorativo.
Le collaterali della navata sono di un'architettura molto sobria. Esse sono illuminate da vetrate moderne realizzate dal laboratorio di Max Ingrand.
Sul pavimento, un mosaico commemora l'iginocchiamento di Jacques Cartier prima della sua partenza per il Canada, il 16 maggio 1535.

### Il coro

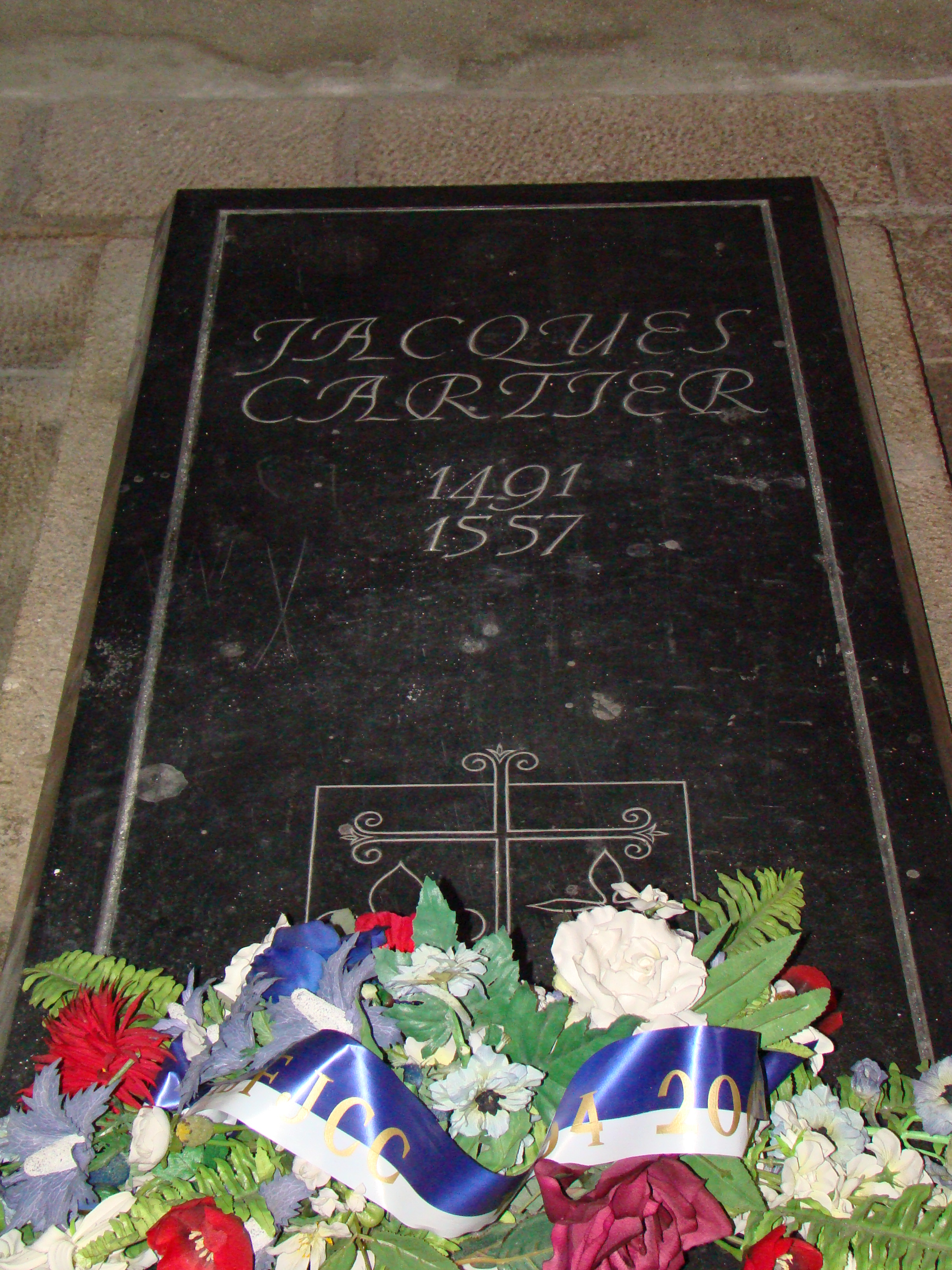
Dalla funeraria di Jacques Cartier.

Il coro appartiene allo stile ogivale a lancette. Esso si compone di quattro campate, di cui tre davanti all'altare e una dietro. Per la sua decorazione e struttura, è un esempio molto riuscito dell'arte anglo-normanna degli anni 1250. La scultura del suo triforio, i cui dettagli rammentano il chiostro di Mont Saint-Michel, est particolarmente elegante. Le cappelle aperte nel muro che chiude l'abside di sbieco sono molto originali. Lo sgombero ha permesso di ritrovare numerose sepolture tra le quali quelle del vescovo Jean de Chatillon (3° arcata nord) e un antico giacente che è deposto nella collaterale sud. Nella cappella aggiunta a nord nel XVI secolo, il visitatore può vedervi le tombe di Jacques Cartier, inumato nel 1557 come quella del corsaro René Duguay-Trouin i cui resti sono stati ivi portati da Parigi nel 1973.
Il coro della cattedrale termina con un'abside piatta allineata sull'asse della via che lo limita a est. Questa abside del XIII secolo terminava in origine con un pignone di pietra soppresso dopo i bombardamenti anglo-olandesi del 1693-1695, che hanno anche distrutto la grande rosa originale. Questa rosa è stata rimpiazzata nel 1717 da tre finestre a tutto sesto, poi, nel 1855, da una finestratura neogotica. Nel 1966, l'ente per i monumenti storici ha dato il suo assenso alla ricostituzione d'una grande rosa ispirata da quella della Basilica di Notre-Dame di Folgoët.

### Le vetrate
Un nuovo grande rosone progettato da Raymond Cornon nel 1968, ha sostituito le tre finestre dell'abside e restituito la veduta della cattedrale così com'era prima delle distruzioni inglesi del 1695. Jean Le Moal ornò di vetrate le finestre del braccio del transetto e del coro realizzate da Bernard Allain.
Nella collaterale nord, a livello della terza campata, una vetrata di Jean Gouremelin e Michel Durand rappresenta Paolo Aureliano, Tugdual, Corentin, Malo, Guillaume, Samson e Patern con, ai loro piedi, nove pellegrini (1970).
Nella collaterale sud della navata, all'altezza della prima campata, una vetrata di Max Ingrand rappresenta san Malo accolto dall’eremita Aaron (1958).

### L'arredamento
Il pulpito risale al XVIII secolo. Esso è stato rimesso al suo posto nella navata.

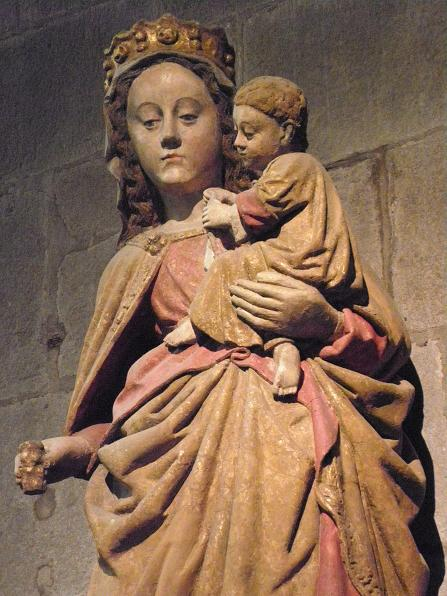
Statua della Vergine col Bambino detta Notre-Dame de la Grand'Porte.

L'arredamento del santuario comporta in particolare un altar maggiore, un seggio di presidenza e un battistero in bronzo. Vi sono delle opere di Arcabas, padre e figlio.
Una statua della Madonna col Bambino si può vedere nell'asse collaterale sud. Essa ornava prima l'hôtel Blaize de Maisonneuve (5, rue d’Orléans), ove il suo posto è ancora visibile. Nascosta durante la rivoluzione, essa fu offerta dalla famiglia alla parrocchia nel 1828. Gravemente danneggiata dai bombardamenti di Saint-Malo nel corso dell'estate 1944, fu riparata e reintegrata nell'edificio nel 1951.
I fonti battesimali datano dal XVIII secolo così come tre statue in marmo bianco dello scultore genovese Francesco Maria Schiaffino.
Dal 2003, essa ospita la statua della Vergine col Bambino detta Notre-Dame de la Grand'Porte. Questa, restaurata, si trovava inizialmente al di sopra della Grand-Porte de Saint-Malo intra-muros ove essa è, per ragioni di protezione dalle intemperie, rimpiazzata da una copia.
Il 19 dicembre 2016, Mons Nicolas Souchu, vescovo ausiliare di Rennes, presiedette la cerimonia di consacrazione del nuovo altare installato nel coro duecentesco della cattedrale. La cerimonia ebbe luogo alla presenza dell'artista Goudji, creatore dell'altare.

### Gli organi

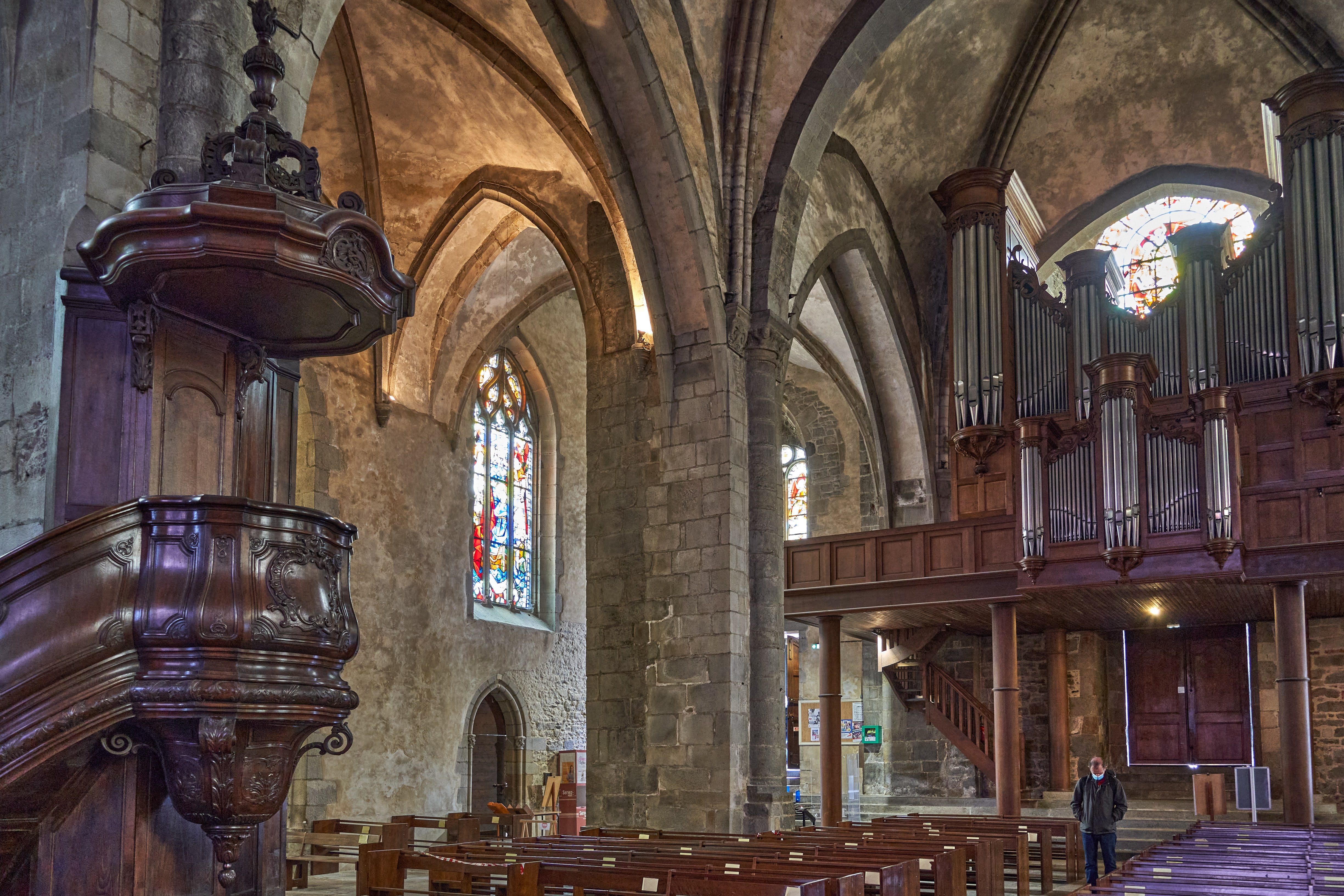
I grandi organi.

La cattedrale di San Vincenzo conta tre organi, tutti fabbricati dalla Manifattura Koenig di Sarre-Union. Questi strumenti sostituiscono gli antichi Grandi Organi Debierre distrutti nel corso dei bombardamenti del 1944 così come l'organo del coro Cavaillé-Coll, strumento rimontato nel dopo-guerra su una tribuna a basso dell'ala Saint-Côme e che venne venduto alla Chiesa della Santa Trinità di Tinténiac nel 1981.